# شهرستان چرام
شهرستان چرام به مرکزیت شهر چرام از ترکیب بخش‌هایی مرکزی به مرکزیت شهر چرام و سرفاریاب وتشکیل یافته است. جمعیت این شهرستان در سال ۱۳۹۵ برابر با ۳۳٬۵۴۳ نفر در قالب ۸٬۸۹۰ خانوار بوده که ۱۶٬۸۱۱ نفر مرد و ۱۶٬۷۳۲ نفر زن بوده است.

## تقسیمات کشوری
- بخش مرکزی
  - دهستان چرام
  - دهستان الغچین

1. شهرها: چرام

- بخش سرفاریاب
  - دهستان سرفاریاب
  - دهستان پشته ذیلایی

1. شهرها: سرفاریاب